# Patria (Quilapayún)
Patria è un album in studio del gruppo cileno Quilapayún pubblicato nel 1976.

## Descrizione
Questo è il terzo disco in studio realizzato durante l'esilio in Francia. Si caratterizza per canzoni e brani strumentali in gran parte scritte dai componenti del gruppo, per testi esplicitamente schierati politicamente (il tema dell'esilio e della dittatura in Mi Patria, Patria de multitudes e Continuará nuestra lucha, l'omaggio a Luis Emilio Recabarren di Padre, hermano y camarada e quello alla rivoluzione cubana di Un son para Cuba) e per i riferimenti musicali alla tradizione latino-americana (El paso del ñandú, Machu-Pichu). Continua anche la scelta del gruppo, al quale collettivamente vengono accreditati tutti gli arrangiamenti, di mettere in musica versi di Pablo Neruda (Continuará nuestra lucha, Un son para Cuba).
Nella copertina è presente un lungo testo, attribuito al gruppo, che illustra la logica dell'album e i collegamenti esistenti tra i vari brani, in un percorso, simile a quello di un concept album, che si interroga su cosa sia e dove sia la Patria.
Vals de Colombes è dedicata al comune di Colombes, vicino a Parigi, che li ospitò negli anni dell'esilio.
Patria de multitudes è stata scritta per il film La canción no muere generales.

## Edizioni
Questo album è stato pubblicato per la prima volta nel 1976, in formato LP, e in questo stesso formato è stato pubblicato in diversi paesi del mondo, sempre con identico titolo ma  la copertina spesso modificata. In alcune edizioni la traccia Recitado y cueca autobiográfica è stata sostituita con la canzone Venceremos e in un caso con Elegía Al Che Guevara. Alcune canzoni compaiono con titoli differenti all'interno delle diverse pubblicazioni: il brano El paso del ñandú è anche indicato come El ñandú pasa o come El mandú pasa, la canzone Padre, hermano y camarada è a volte indicata con il titolo Recabarren.
Negli anni '90 Patria è stato anche pubblicato in CD in edizioni che aggiungevano alcune bonus track (indicate come "altri titoli fondamentali registrati nella stessa epoca") tratte dagli album Enregistrement public, La marche et le drapeau e Alentours, ma non vedevano presente il brano Recitado y cueca autobiográfica. Solo con l'edizione del 1998, curata da Rodolfo Parada, si è avuta la presenza di tutte le 11 tracce originali.
- 1976 – LP, Pathé Marconi EMI 2C 068-98.285, Francia
- 1976 – LP, EMI 61 2600561, Argentina, edizione con Elegía al Che Guevara
- 1977 – LP, EMI Odéon EOS-80743, Giappone
- 1977 – LP, I Dischi dello Zodiaco VPA 8346, Italia
- 1977 – LP, Movieplay 17.0923/7, Spagna, edizione con Venceremos
- 1977 – LP, Fadisa 710132, Ecuador
- 1978 – LP, Pläne Records G-8-0209, Germania Ovest, edizione con Venceremos
- 1979 – LP, Disqueras Unidas 90003, Venezuela
- 1979 – LP, Discos Orbe OBS E 25155, Colombia, edizione con Venceremos
- 1979 – LP, Movieplay MOV-6068, Portogallo, edizione con Venceremos
- 1991 – CD, Disques Dom CD 1047, Francia, edizione con 14 tracce
- 1998 – CD, Warner Music Chile 3984 25668-2, Cile, edizione con 16 tracce

## Tracce

### LP
1. Mi Patria – 4:01 (testo: Fernando Alegría – musica: Eduardo Carrasco)
2. El paso del ñandú – 2:12 (musica: Rodolfo Parada)
3. Te recuerdo Amanda – 4:28 (Víctor Jara)
4. Vals de Colombes – 2:16 (musica: Eduardo Carrasco)
5. Continuará nuestra lucha – 2:55 (testo: Pablo Neruda – musica: Rodolfo Parada)
6. Recitado y cueca autobiográfica – 2:22 (testo: Hernán Gómez – musica: Eduardo Carrasco)
7. Ventolera – 2:18 (musica: Eduardo Carrasco e Hugo Lagos)
8. Padre, hermano y camarada – 4:06 (testo: Isidora Aguirre – musica: Cirilo Vila)
9. Machu-Pichu – 3:08 (musica: Eduardo Carrasco e Hugo Lagos)
10. Un son para Cuba – 3:49 (testo: Pablo Neruda – musica: Quilapayún)
11. Patria de multitudes – 4:37 (testo: Hernán Gómez – musica: Eduardo Carrasco)

Durata totale: 36:12

### CD
1. Mi Patria – 4:01 (testo: Fernando Alegría – musica: Eduardo Carrasco)
2. El paso del ñandú – 2:12 (musica: Rodolfo Parada)
3. Te recuerdo Amanda – 4:28 (Víctor Jara)
4. Vals de Colombes – 2:16 (musica: Eduardo Carrasco)
5. ¿Donde estan? (dal disco La marche et le drapeau) – 3:27 (Eduardo Carrasco) – bonus track
6. Canto negro (dal disco Alentours) – 3:13 (testo: Nicolás Guillén – musica: Eduardo Carrasco) – bonus track
7. Ventolera – 2:18 (musica: Eduardo Carrasco e Hugo Lagos)
8. Oguere (dal disco Alentours) – 3:47 (tradizionale cubano) – bonus track
9. Padre, hermano y camarada – 4:06 (testo: Isidora Aguirre – musica: Cirilo Vila)
10. Machu-Pichu – 3:08 (musica: Eduardo Carrasco e Hugo Lagos)
11. Recitado y cueca autobiográfica – 2:22 (testo: Hernán Gómez – musica: Eduardo Carrasco)
12. Un son para Cuba – 3:49 (testo: Pablo Neruda – musica: Quilapayún)
13. Continuará nuestra lucha – 2:55 (testo: Pablo Neruda – musica: Rodolfo Parada)
14. Angola (dal disco Enregistrement public) – 3:02 (Eduardo Carrasco) – bonus track
15. Libertad, libertad (dal disco Enregistrement public) – 3:12 (testo: Patricio Manns – musica: Eduardo Carrasco) – bonus track
16. Patria de multitudes – 4:37 (testo: Hernán Gómez – musica: Eduardo Carrasco)

Durata totale: 52:53

## Formazione
- Eduardo Carrasco
- Carlos Quezada
- Willy Oddó
- Hernán Gómez
- Rodolfo Parada
- Hugo Lagos
- Guillermo Garcia

Collaboratori
- Patricio Castillo - chitarra (Te recuerdo Amanda)
- Jean-Claude Lefevre - ingegnere del suono
- Gracia Barrios - disegno di copertina